# Adolfo Díaz-Ambrona Bardají
Adolfo Díaz-Ambrona Bardají, né le 1er octobre 1942 à Badajoz et mort le 27 juillet 2012 dans la même ville, est un homme politique espagnol, membre du Parti populaire (PP).

## Biographie
Adolfo Díaz-Ambrona Bardají est le fils d'Adolfo Díaz-Ambrona Moreno (es), ministre sous le franquisme et le petit-fils de Luis Bardají López (es), ministre sous la Seconde République.
Il se présente sans succès à la présidence de la Junte d'Estrémadure lors des élections à l'Assemblée d'Estrémadure de 1983 et de 1987, comme chef de file de l'Alliance populaire (AP). Il siège à l'Assemblée comme député de la circonscription de Badajoz entre 1983 et 1991. Il est sénateur par désignation de 1986 à 1987.
Il est président de l'AP d'Estrémadure entre 1983 et 1989, puis du Parti populaire d'Estrémadure (PP-E) pendant quelques mois. En 1991, il met un terme à sa carrière politique.